# Данн, Джон (аниматор)
Джон Данн (англ. John W. Dunn; 25 февраля 1919 — 17 января 1983) — шотландский мультипликатор.

## Биография
Джон начал свою карьеру в студии Уолт Дисней, его первый мультфильм был «Человек в космосе», за который он получил премию Оскар. В 1960 годах он переехал в компанию Уорнер Бразерс, где начал с картины «Крысолов Гваделупский», которая также была номинирована на премию Оскар.
После закрытия студии мультфильмов Warner в 1963 году Данн присоединился к DePatie-Freleng Enterprises ; в 1964 году он написал сценарию для фильма «Розовая Пантера » , который получил «Оскар» как лучший короткометражный анимационный фильм. Он также отправился в Ханна-Барбера с
Фризом Фреленгом, чтобы сделать раскадровку для фильма «Эй, это медведь-йог!» . Многие из его мультфильмов ДеПати – Фреленга повторно используют сюжеты из мультфильмов Warner Brothers. В течение следующих 19 лет он был плодовитым рассказчиком, а также работал над анимацией для сериала «Человек-паук» 1967 года .

## Личная жизнь
Супруга Марселла и трое детей.

## Смерть
Джон Данн скончался в 1983 году в г. Сан Фернандо (Калифорния), от сердечной недостаточности.